# Riksmötet 2014/2015
Riksmötet 2014/15 var Sveriges riksdags verksamhetsår 2014–2015. Det påbörjades - efter riksdagsvalet 2014 - vid riksmötets öppnande den 30 september 2014 och pågick fram till riksmötets öppnande 2015, vilket ägde rum den 15 september det året.

## Talmanspresidiet
| Talman          | Första vice talman   | Andra vice talman | Tredje vice talman      |
| Urban Ahlin (S) | Tobias Billström (M) | Björn Söder (SD)  | Esabelle Dingizian (MP) |
| --------------- | -------------------- | ----------------- | ----------------------- |

### Val av talmän
Val av talmän ägde rum den 29 september. Vid valet av andra vice talman begärde Vänsterpartiet en sluten omröstning, så att de ledamöter som inte vill ge aktivt stöd till Sverigedemokraterna skulle kunna rösta blankt. Tre röstomgångar genomfördes innan Björn Söder valdes. I de två första omgångarna behövdes majoritet för att kandidaten skulle väljas, medan det räckte med att ha flest röster i den tredje omgången. Röstetalen i dessa röstningar redovisas nedan:
| Alternativ      | Röstomgång | Röstomgång | Röstomgång |
| Alternativ      | 1          | 2          | 3          |
| --------------- | ---------- | ---------- | ---------- |
| för Björn Söder | 53         | 51         | 52         |
| Blanka röster   | 292        | 294        | 292        |
| Totalt          | 345        | 345        | 344        |

Alla andra val skedde med acklamation.

## Händelser och beslut i urval

### 2014
- 14 september: Val till riksdagen.

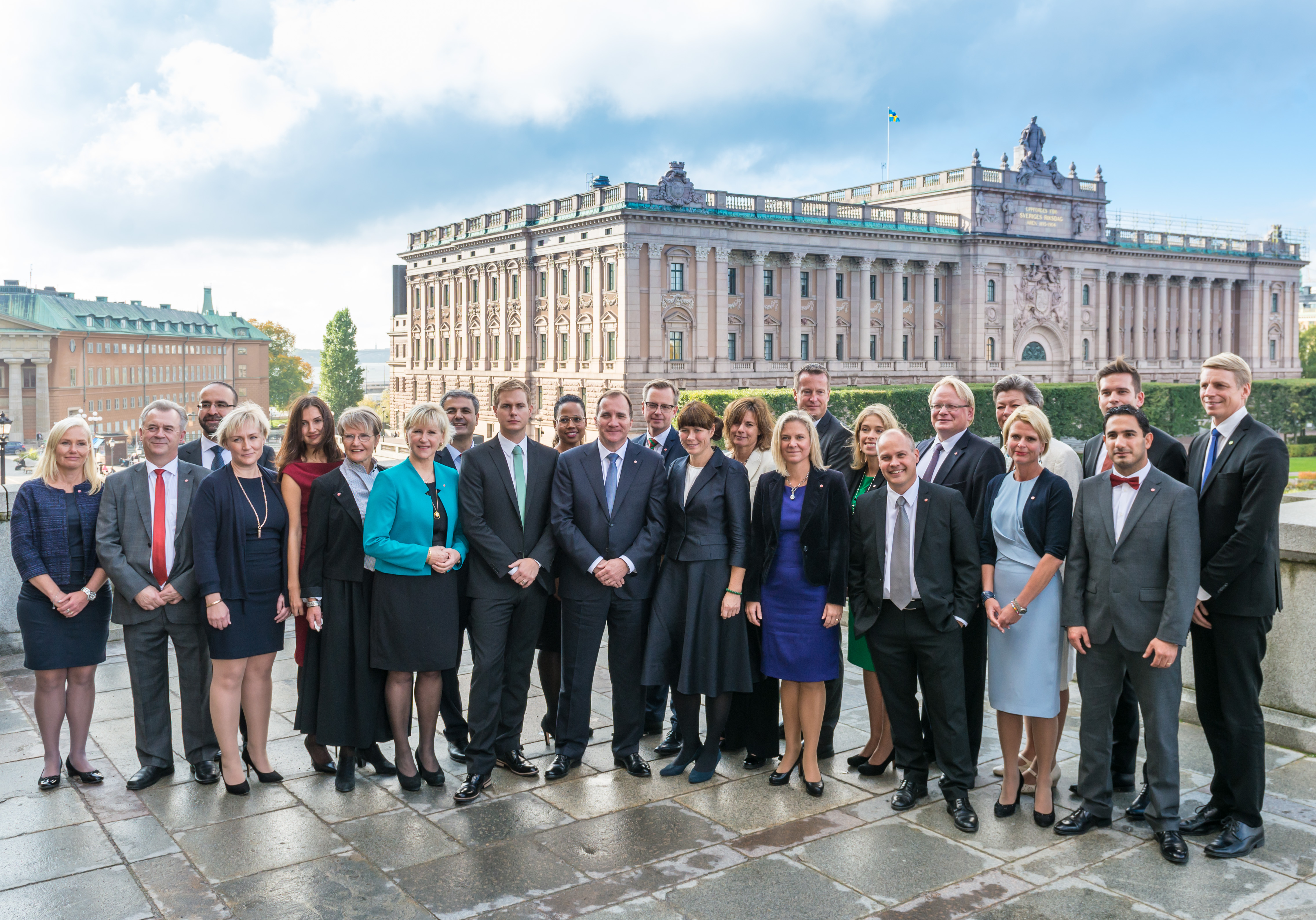
Regeringen Löfven vid tillträdet den 3 oktober 2014.

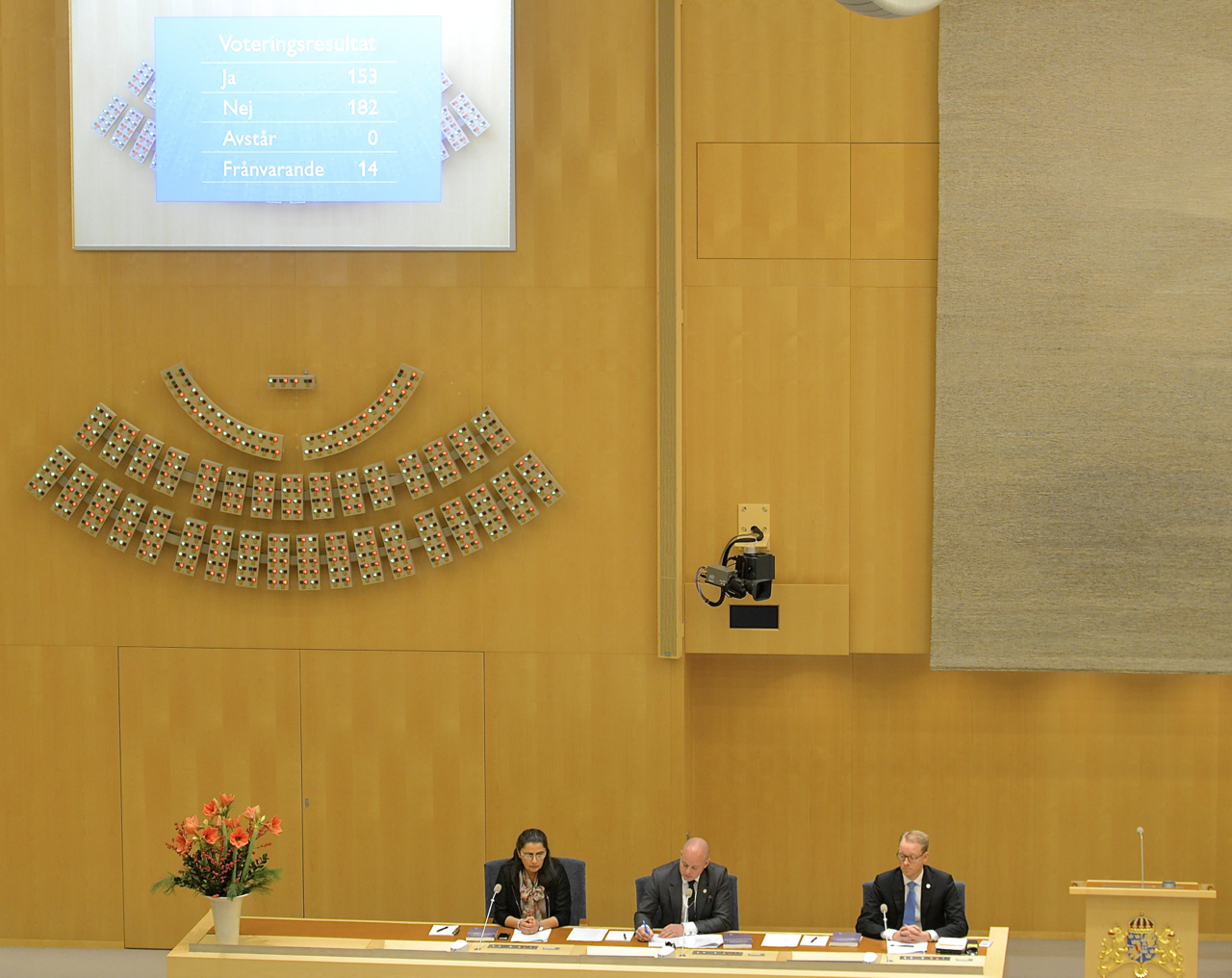
Riksdagens vice talmän vid voteringstavlan under budgetomröstningen den 3 december 2014.

- 29 september: Riksdagens första sammanträde. På dagordningen står upprop av riksdagsledamöterna och val av talmanspresidium. (se ovan)
- 30 september: Sveriges konung Carl XVI Gustaf öppnar riksmötet.[2]
- 2 oktober: Socialdemokraternas partiledare Stefan Löfven väljs till statsminister med 132 (S+MP) röster för, 49 (SD) emot och 154 (M+C+V+FP+KD) nedlagda. 14 ledamöter var frånarandde vid omröstningen.[3]
- 3 oktober: Stefan Löfven presenterar sin nya regering och politik i regeringsförklaringen. Regeringen är en koalition mellan Socialdemokraterna och Miljöpartiet och saknar egen majoritet i riksdagen.[4]
- 7 oktober: Val av ledamöter och suppleanter i riksdagens samtliga utskott.[5]
- 8 oktober: Anmälan om presidier för riksdagens utskott. Se nedan för mer detaljer.[6]
- 23 oktober: Vid den årliga budgetpromenaden överlämnar finansminister Magdalena Andersson regeringens budgetproposition till riksdagen.[7]
- 11 november: Alliansen lämnar in sin gemensamma budgetmotion till riksdagen. Så gör även Sverigedemokraterna.
- 2 december: Sverigedemokraterna meddelar att de tänker rösta med Alliansens budget och därmed fälla regeringens budgetproposition. Beskedet innebär att en regeringskris inleds.[8]
- 3 december: Vid den slutgiltiga budgetomröstningen faller regeringens budget som får 153 (S+MP+V) röster mot 182 (M+SD+C+FP+KD) för Alliansens motion. Detta innebär att Alliansens ekonomiska politik gäller 2015 och att regeringen bara får föreslå ändringar i budgeten. [9] På en presskonferens kort efter omröstningen meddelar statsminister Stefan Löfven att han tänker utlysa nyval, vilket skulle äga rum den 22 mars 2015.[10]
- 27 december: Decemberöverenskommelsen nås mellan regeringen och Alliansen. Överenskommelsen innebär att den statsministerkandidat som samlar stöd från den partikonstellation som är större än alla andra tänkbara regeringskonstellationer ska släppas fram. Regeringskrisen är därmed avvärjd.[11]

### 2015
- 10 januari: Anna Kinberg Batra väljs till partiledare för Moderaterna. Hon efterträder Fredrik Reinfeldt.[12]
- 20 januari: Riksdagen avslår en misstroendeförklaring mot Stefan Löfven riktad från Sverigedemokraterna med 45 (SD) röster för misstroende, 133 (S+MP) mot och 155 (M+C+V+FP+KD) avstående.[13]
- 29 januari: Kristdemokraternas partiledare Göran Hägglund annonserar sin avgång.[14]
- 11 februari: Regeringen och Alliansen når en uppgörelse om att i begränsad skala testa betyg från fjärde klass i grundskolan.[15]
- 12 mars: Sveriges regering beslutar att inte förlänga avtalet med Saudiarabien.[16]
- 17 april: Regeringen, Moderaterna, Centerpartiet och Kristdemokraterna kommer överens om att anslagen till försvaret ska höjas med 10 miljarder under perioden 2016-2020. För mer information, se: Försvarsöverenskommelsen 2015
- 25 april: Ebba Busch Thor väljs till ny partiledare för Kristdemokraterna efter Göran Hägglund som samtidigt avsade sig sin riksdagsplats.
- 23 juni: Sista sammanträdet innan sommaruppehållet.[17]
- 27 augusti: Riksdagen återupptar sina sammanträden efter sommaruppehållet.[18]
- 15 september: Riksmötet 2015/2016 öppnas.

## Särskilda debatter
Nästan hälften av alla debatter i kammaren gäller ärenden som riksdagen ska besluta om, så kallade ärendedebatter. Men det ordnas också debatter där inga beslut fattas. Nedan finns en sammanställning av dessa. Referensen innehåller länk till det riksdagsprotokoll där debatten finns dokumenterad. 

### Aktuella debatter
| Ämne                                             | Datum           | Ref.   |
| ------------------------------------------------ | --------------- | ------ |
| Valfrihet och vinst i välfärden                  | 5 november 2014 | [ 19 ] |
| Det säkerhetspolitiska läget i närområdet        | 22 januari 2015 | [ 20 ] |
| Företagsklimatet för forskningsintensiva företag | 27 mars 2015    | [ 21 ] |
| Tillgång till statlig service i hela landet      | 14 april 2015   | [ 22 ] |

### Allmänpolitiska debatter
| Datum            | Ref.   |
| ---------------- | ------ |
| 11 november 2014 | [ 23 ] |
| 12 november 2014 | [ 24 ] |

### Budgetdebatter
| Ämne                               | Datum           | Ref.   |
| ---------------------------------- | --------------- | ------ |
| Förslag till statsbudget för 2015  | 23 oktober 2014 | [ 25 ] |
| 2015 års ekonomiska vårproposition | 15 april 2015   | [ 26 ] |

### Partiledardebatter
| Datum           | Ref.   |
| --------------- | ------ |
| 8 oktober 2014  | [ 6 ]  |
| 14 januari 2015 | [ 27 ] |
| 10 juni 2015    | [ 28 ] |

### Utrikespolitisk debatt
| Datum            | Ref.   |
| ---------------- | ------ |
| 11 februari 2015 | [ 29 ] |

## Riksdagens sammansättning
Se även: Riksdagsvalet i Sverige 2014
|        |                          |        |        |
| Parti  | Parti                    | Parti  | Mandat |
|        | Socialdemokraterna       | S      | 113    |
|        | Moderata samlingspartiet | M      | 84     |
|        | Sverigedemokraterna      | SD     | 49     |
|        | Miljöpartiet de Gröna    | MP     | 25     |
|        | Centerpartiet            | C      | 22     |
|        | Vänsterpartiet           | V      | 21     |
|        | Folkpartiet              | FP     | 19     |
|        | Kristdemokraterna        | KD     | 16     |
| Totalt | Totalt                   | Totalt | 349    |

## Utskottspresidier
Listan avser presidierna som de såg ut den 8 oktober 2014.
| Utskott | Ordförande                | Vice ordförande              |
| ------- | ------------------------- | ---------------------------- |
| KU      | Andreas Norlén (M)        | Björn von Sydow (S)          |
| FiU     | Fredrik Olovsson (S)      | Anna Kinberg Batra (M)       |
| SkU     | Per Åsling (C)            | Leif Jakobsson (S)           |
| JuU     | Beatrice Ask (M)          | Annika Hirvonen (MP)         |
| CU      | Caroline Szyber (KD)      | Johan Löfstrand (S)          |
| UU      | Kenneth G. Forslund (S)   | Karin Enström (M)            |
| FöU     | Allan Widman (FP)         | Åsa Lindestam (S)            |
| SfU     | Fredrik Lundh Sammeli (S) | Elisabeth Svantesson (M)     |
| SoU     | Emma Henriksson (KD)      | Veronica Palm (S)            |
| KrU     | Per Bill (M)              | Gunilla Carlsson (S)         |
| UbU     | Lena Hallengren (S)       | Torkild Strandberg (FP)      |
| TU      | Karin Svensson Smith (MP) | Lars Hjälmered (M)           |
| MJU     | Matilda Ernkrans (S)      | Lena Ek (C)                  |
| NU      | Jennie Nilsson (S)        | Catharina Elmsäter-Svärd (M) |
| AU      | Raimo Pärssinen (S)       | Ulf Kristersson (M)          |

## Nyckelpersoner i partierna

### Partiledare
- S: Stefan Löfven
- M: Fredrik Reinfeldt, till 10 januari 2015
  - Från 10 januari 2015: Anna Kinberg Batra[30]
- SD: Jimmie Åkesson
  - 22 oktober - 31 mars var Mattias Karlsson vikarierande partiledare med anledning av Jimmie Åkessons sjukskrivning.[25]
- MP: Åsa Romson och Gustaf Fridolin (språkrör)
- C: Annie Lööf
- V: Jonas Sjöstedt
- FP: Jan Björklund
- KD: Göran Hägglund, till 25 april 2015
  - Från 25 april 2015: Ebba Busch Thor[31]

### Gruppledare
- S: Mikael Damberg, till 4 oktober 2014
  - Från 4 oktober 2014: Tomas Eneroth[32]
- M: Anna Kinberg Batra, till 13 januari 2015
  - Från 13 januari 2015: Jessica Polfjärd[33]
- SD: Mattias Karlsson
- MP: Maria Ferm och Jonas Eriksson
- C: Anders W. Jonsson
- V: Hans Linde
- FP: Johan Pehrson, till 4 oktober 2014
  - Från 4 oktober 2014: Erik Ullenhag[34]
- KD: Emma Henriksson, till 16 juni 2015
  - Från 16 juni 2015: Andreas Carlson[35]

### Partisekreterare
- S: Carin Jämtin
- M: Kent Persson, till 10 januari 2015
  - Från 10 januari 2015: Tomas Tobé[36]
- SD: Björn Söder, till 26 februari 2015
  - Från 26 februari 2015: Richard Jomshof[37]
- MP: Anders Wallner
- C: Michael Arthursson
- V: Aron Etzler
- FP: Nina Larsson, till 3 oktober 2014
  - Från 3 oktober 2014: Maria Arnholm[38]
- KD: Acko Ankarberg Johansson